# Havndal
Havndal es una localidad situada en el municipio de Randers, en la región de Jutlandia Central (Dinamarca), con una población estimada a principios de 2012 de unos 893 habitantes.
Se encuentra ubicada al este de la península de Jutlandia, cerca de la frontera con la región de Jutlandia Septentrional, frente a la costa del Kattegat (mar Báltico).